# Villanueva-Carrales
Villanueva-Carrales es una localidad perteneciente al municipio de Alfoz de Bricia, en la provincia de Burgos, comunidad autónoma de Castilla y León, España.
- Datos: Q6162743